# Hermann Karl Vogel
Hermann Karl Vogel (ur. 3 kwietnia 1841 w Lipsku, zm. 13 sierpnia 1907 w Poczdamie) – astronom niemiecki, obserwator (od 1882 do 1907 roku dyrektor) astrofizycznego obserwatorium w Poczdamie. Jeden z pionierów obserwacji spektroskopowych i pomiarów prędkości radialnych gwiazd. Odkrył gwiazdy spektroskopowo podwójne. Studiował na Uniwersytecie w Lipsku uzyskując w 1870 doktorat. W 1887 rozpoczął program spektroskopowych pomiarów prędkości radialnych gwiazd i pierwszy zastosował fotografię do spektroskopii gwiazdowej. W trakcie swojej pracy stwierdził, że gwiazda Algol ma ciemnego towarzysza o rozmiarach Słońca, który powoduje okresowe zaćmienie tej gwiazdy, co wpływa na regularne okresowe zmiany jej jasności. Zasłynął również swoimi pracami nad klasyfikacją gwiazd. Jego system, zaproponowany po raz pierwszy w 1874 i poprawiony w 1895, był oparty na wcześniejszych pracach włoskiego astronoma A. Secchiego. Wydawał: „Publikationen des astrophysikalischen Observatoriums zu Potsdam” (1878–1907).

## Medale i wyróżnienia[1]
- Złoty Medal Królewskiego Towarzystwa Astronomicznego – 1893
- Medal Henry’ego Drapera – 1893
- Pour le Mérite za Naukę i Sztukę[2]
- Bruce Medal – 1906
- jego imieniem nazwano krater na Księżycu i na Marsie oraz planetoidę (11762) Vogel